# Hypochthonius latirostris
Hypochthonius latirostris är en kvalsterart som beskrevs av Schweizer 1956. Hypochthonius latirostris ingår i släktet Hypochthonius och familjen Hypochthoniidae. Inga underarter finns listade i Catalogue of Life.